# Association nationale de hockey
Pour les articles homonymes, voir ANH.
L'Association nationale de hockey (ANH) est une ancienne organisation de hockey sur glace. Elle est créée le 2 décembre 1909 par les dirigeants des Creamery Kings de Renfrew et des Wanderers de Montréal. Elle arrête ses activités huit ans plus tard, le 11 décembre 1917 pour laisser place à la Ligue nationale de hockey.
Au cours de son existence, l'association, également connue sous le sigle ANH, regroupe des équipes canadiennes de l'Ontario et du Québec ; un total de onze équipes participe aux saisons de l'ANH.

## Histoire de l'association

### La création de l'ANH

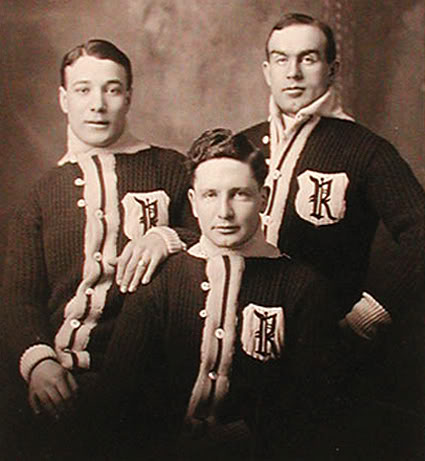
Les trois vedettes des Creamery Kings de Renfrew : Édouard « Newsy » Lalonde, Frank Patrick et Frederick « Cyclone » Taylor.

L'association est créée à la fin de l'année 1909 alors que l'Eastern Canada Hockey Association est au centre d'une bagarre politique. En effet, les Wanderers de Montréal viennent d'être achetés par Patrick J. Doran, qui décide de déplacer son équipe pour la faire jouer à l'Aréna Jubilée plutôt qu'à l'Aréna de Montréal. Ce déplacement réduit le nombre de places de moitié, passant de 7 000 à 3 250 places ; ainsi, les revenus alloués par match aux équipes visiteuses sont  réduits d'autant. Les propriétaires des autres équipes décident alors de dissoudre l'ECHA le 25 novembre 1909 et de former l'Association canadienne de hockey.
De leur côté, la famille O'Brien habite dans la ville de Renfrew en Ontario ; le sénateur Michael John O'Brien est le propriétaire des Creamery Kings de Renfrew alors que la ville se voit refuser un match pour la Coupe Stanley en 1907 puis en novembre 1909 par les trustees. Il envoie alors son fils, John Ambrose O'Brien, à Montréal pour rencontrer les dirigeants de l'ECHA afin de plaider la cause de l'équipe de l'Ontario. O'Brien a le soutien de Jimmy Gardner joueur et représentant de Doran pour les Wanderers, mais il voit ses projets s'effondrer avec la dissolution de l'ECHA.
Les deux hommes se rencontrent à la sortie de Gardner de la réunion de dissolution de l'ECHA et décident de créer leur propre organisation, l'Association nationale de hockey. Ils forment officiellement la nouvelle ligue le 2 décembre 1909 avec les équipes suivantes : les Wanderers, Renfrew, Cobalt et Haileybury, connue depuis 2004 sous le nom de Temiskaming Shores. Deux jours plus tard, une nouvelle équipe rejoint les rangs du nouveau circuit. En effet, Gardiner convainc O'Brien d’exploiter commercialement la rivalité entre les anglophones et les francophones de Montréal et d’établir un club de hockey majoritairement, sinon totalement, composé de joueurs d’expression française. Pour ce faire, ils chargent Jean-Baptiste « Jack » Laviolette de recruter des francophones afin de former un nouveau club de hockey. Ainsi, le « Club Athlétique Canadien », plus connu sous le nom des Canadiens de Montréal, est créé le 4 décembre 1909. Laviolette peut alors compter sur l’aide financière d’O’Brien afin de bâtir sa nouvelle équipe et il a alors les moyens de disputer à son ancienne équipe, Le National de Montréal, les meilleurs joueurs francophones du Québec.

### 1910 — la première saison

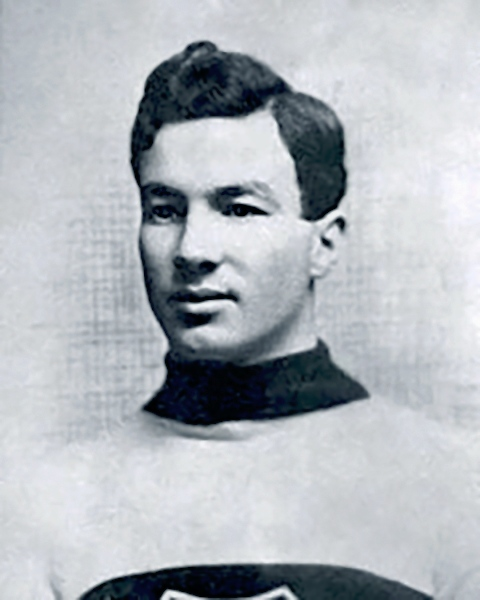
Art Ross avec les Wanderers de Montréal

Une guerre au plus offrant se déroule alors afin de recruter les meilleurs joueurs en activité. Ainsi, Frank Patrick et Lester Patrick se joignent à Renfrew pour la somme de 3 000 dollars pour Franck et 2 000 pour son frère. Les Comets signent Art Ross pour 2 700 dollars alors que la vedette Frederick « Cyclone » Taylor se fait désirer. Ainsi dans un premier temps, il est annoncé que Taylor ne s'entend plus avec la direction de l'Ottawa Hockey Club et quelque temps plus tard, la direction de l'équipe de Renfrew affirme lui avoir fait signer un contrat. Une semaine plus tard, Taylor contredit l'annonce et déclare qu'il a décidé de rester à Ottawa. Il faut encore attendre une semaine pour que Taylor annonce avoir changé une nouvelle d'avis et avoir signé un contrat de 5 250 dollars pour une saison d'une douzaine de matches. Il est alors le joueur le mieux payé de toute la ligue et même le sportif canadien le mieux payé – sa paye étant supérieure à celle du premier ministre canadien, qui touche alors 2 500 dollars par année. 
Le premier match de la saison a lieu le 5 janvier 1910 et oppose Cobalt aux Canadiens, soit six jours après les premières rencontres de la saison de l'ACH. Le 15 janvier, les dirigeants des deux ligues se rencontrent afin de discuter d'un futur commun ; les dirigeants de l'ANH proposent uniquement à deux équipes de l'ACH de les rejoindre : Ottawa et les Shamrocks de Montréal. Les deux clubs changent alors de compétition ce qui met fin à la courte existence de l'ACH. M. Doheney devient le premier président de l'ANH, mais il est remplacé lors de la fusion avec l'ACH par Emmett Quinn.
Le calendrier de la première saison de l'ANH compte douze rencontres pour chacune des sept équipes du circuit. Avec onze victoires et une seule défaite, les Wanderers remportent le premier titre de l'association ; ils remportent alors la coupe Stanley et également le Trophée O'Brien, en tant que meilleure équipe de l'ANH.
| Clt   | Équipe                       | PJ | V  | D  | N | BP | BC  | Pts |
| ----- | ---------------------------- | -- | -- | -- | - | -- | --- | --- |
| +001, | Wanderers de Montréal        | 12 | 11 | 1  | 0 | 91 | 41  | 22  |
| +002, | Club de hockey d'Ottawa      | 12 | 9  | 3  | 0 | 89 | 66  | 18  |
| +003, | Creamery Kings de Renfrew    | 12 | 8  | 3  | 1 | 96 | 54  | 17  |
| +004, | Silver Kings de Cobalt       | 12 | 4  | 8  | 0 | 79 | 104 | 8   |
| +005, | Club de hockey de Haileybury | 12 | 4  | 8  | 0 | 77 | 83  | 8   |
| +006, | Shamrocks de Montréal        | 12 | 3  | 8  | 1 | 52 | 95  | 7   |
| +007, | Canadiens de Montréal        | 12 | 2  | 10 | 0 | 59 | 100 | 4   |

- Champion de la saison régulière

### 1910-1911 — les premières difficultés financières

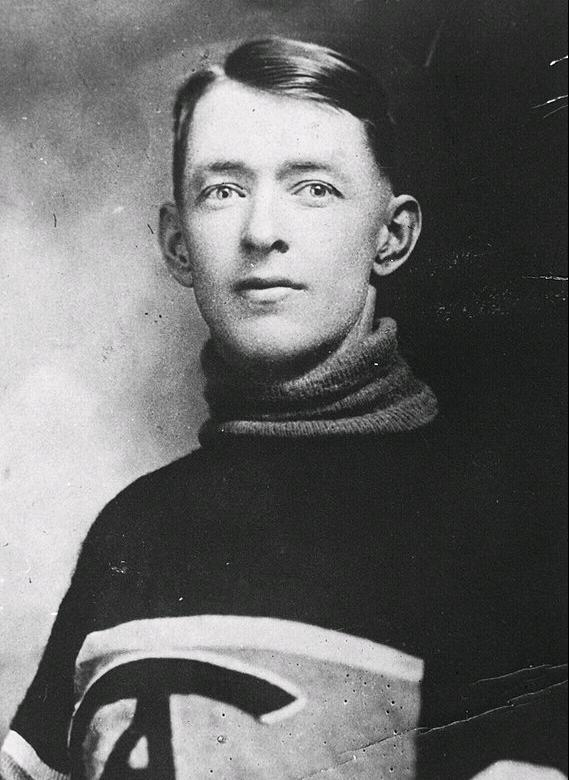
Georges Vézina en photographie en 1916.

À la fin de la saison 1910, les Creamery Kings connaissent une perte cumulée de 20 000 dollars. Malgré 25 000 dollars de recette et « seulement » 15 000 dollars de salaires, le club d'Ottawa est également déficitaire sur la saison 1910. L'ANH essaie alors de trouver différents moyens pour augmenter ses revenus. Ainsi, il est décidé de n'utiliser plus que des palets de la marque Spalding Puck. Il est également décidé de diviser le temps de jeu en trois périodes de vingt minutes. Enfin, les propriétaires des équipes proposent de mettre en place un plafond salarial de 5 000 dollars maximum par équipe.
Les joueurs réagissent vivement à cette dernière idée et menacent de quitter l'ANH pour créer leur propre circuit, mais ils déchantent rapidement quand ils se rendent compte que les propriétaires des équipes sont également les propriétaires des principales patinoires existantes. Ainsi, ils peuvent toujours créer leur propre ligue, mais ils devront alors retourner jouer sur des patinoires extérieures sans aucune entrée d'argent. Finalement, les joueurs n'ont pas d'autre choix que de se plier aux exigences des présidents et ne créent pas de nouvelle ligue. Cependant, toutes ses mesures de réduction des frais pour la saison 1910-1911 à venir ne solutionnent en rien la situation financière de certains clubs. Ainsi, plusieurs équipes ne démarrent pas la deuxième saison de l'ANH : les Shamrocks, Haileybury et Cobalt mettent fin à leur participation alors que le Quebec Hockey Club, plus connu sous le nom de Bulldogs de Québec, fait ses débuts dans l'ANH.
À la fin de la saison régulière, l'équipe d'Ottawa finit à la première place du classement avec une fiche de 13 victoires pour seulement trois défaites. Avec une moyenne de 3,9 buts accordés par rencontre, le portier des Canadiens qui joue sa première saison dans l'ANH, Georges Vézina, a la plus basse moyenne de buts alloués du circuit.
| Clt   | Équipe                    | PJ | V  | D  | N | BP  | BC  | Pts |
| ----- | ------------------------- | -- | -- | -- | - | --- | --- | --- |
| +001, | Club de hockey d'Ottawa   | 16 | 13 | 3  | 0 | 122 | 69  | 26  |
| +002, | Canadiens de Montréal     | 16 | 8  | 8  | 0 | 66  | 62  | 16  |
| +003, | Creamery Kings de Renfrew | 16 | 8  | 8  | 0 | 91  | 101 | 16  |
| +004, | Wanderers de Montréal     | 16 | 7  | 9  | 0 | 73  | 88  | 14  |
| +005, | Club de hockey Québec     | 16 | 4  | 12 | 0 | 65  | 97  | 8   |

- Champion de la saison régulière

### 1911-1912 — la nouvelle ligue rivale, la PCHA
Le 7 décembre 1911, les frères Patrick se servent des finances de leur père, Joseph Patrick, et annoncent la création d'une nouvelle ligue : l'Association de hockey de la Côte du Pacifique – également connu sous son nom anglais de Pacific Coast Hockey Association ou sous son sigle PCHA. Ils décident de mettre en place trois équipes en Colombie-Britannique : les Senators de Victoria, les Royals de New Westminster et les Millionnaires de Vancouver. La famille O'Brien décide quant à elle de ne plus poursuivre leurs investissements dans le monde du hockey et ils mettent fin aux opérations de leur équipe des Creamery Kings. Deux nouvelles équipes de la ville de Toronto sont censées faire leurs débuts dans l'ANH mais l'Arena Garden n'étant pas encore prêt, ni les « Torontos » ni les « Tecumsehs » ne participent à la saison 1911-1912.
L'ANH décide de faire un changement radical dans son jeu avec l'abandon du poste de rover,. Le retrait de la formation de Renfrew entraîne une redistribution des joueurs de l'équipe entre les différentes formations restantes. Mais de nombreux joueurs quittent l'ANH pour rejoindre les rangs de la PCHA. Ainsi, sur 23 joueurs dans la PCHA, 16 viennent de l'ANH dont Édouard « Newsy » Lalonde, Harry Hyland et Thomas Dunderdale, les trois meilleurs pointeurs de la saison 1912 de la PCHA.
Derniers de la saison précédente, les joueurs de Québec remportent le titre de champions de l'ANH et de la Coupe Stanley avec dix victoires et huit défaites. Ils finissent avec seulement une victoire de plus qu'Ottawa, les deux équipes se rencontrant pour la dernière fois de la saison le 2 mars. Alors qu'il ne reste que sept secondes de jeu dans le match, Joe Malone, le capitaine de l'équipe, inscrit le but égalisateur et finalement plus de vingt minutes sont nécessaires pour départager les deux formations. Joe Hall offre la victoire à Québec et finalement la première place.
| Clt   | Équipe                  | PJ | V  | D  | N | BP | BC | Pts |
| ----- | ----------------------- | -- | -- | -- | - | -- | -- | --- |
| +001, | Club de hockey Québec   | 18 | 10 | 8  | 0 | 81 | 79 | 20  |
| +002, | Club de hockey d'Ottawa | 18 | 9  | 9  | 0 | 99 | 83 | 18  |
| +003, | Wanderers de Montréal   | 18 | 9  | 9  | 0 | 95 | 96 | 18  |
| +004, | Canadiens de Montréal   | 18 | 8  | 10 | 0 | 59 | 66 | 16  |

- Champion de la saison régulière

### 1912-1913

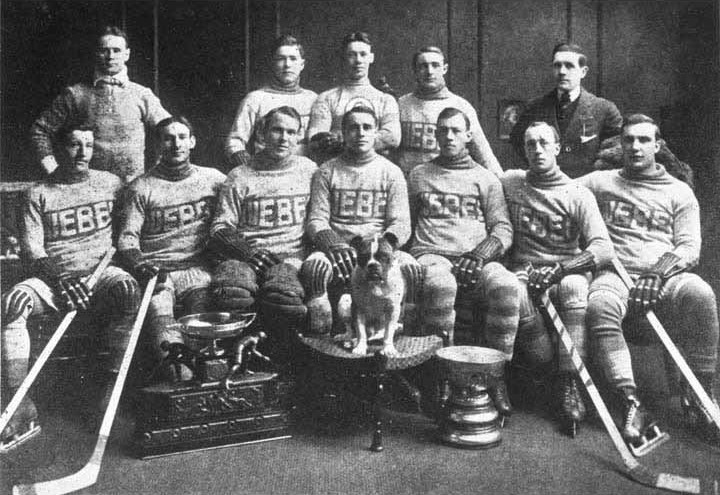
Les Bulldogs de Québec, champions 1913 de la Coupe Stanley.

Lalonde revient au sein de l'ANH après n'avoir joué qu'une seule saison dans la PCHA ; il est de retour pour la saison 1912-1913 avec les Canadiens de Montréal. Après la victoire de Québec, chacun des joueurs de l'équipe se voit offrir un contrat par une équipe de la PCHA. Même si certains acceptent, Malone reste au sein de l'équipe pour la saison 1912-1913 et il finit meilleur buteurs de l'ANH avec quarante-trois buts en vingt rencontres alors que Tommy Smith, son coéquipier est deuxième avec trente-neuf réalisations,. 
À la fin de la saison, l'équipe de Québec accepte de jouer des matchs de gala contre celle de Victoria dans la PCHA, sans que la Coupe Stanley ne soit en jeu. Les deux associations ayant des règles différentes — les matchs de la PCHA se jouent toujours avec un rover — il est décidé de jouer les premier et troisième matchs avec sept joueurs pour six joueurs lors du deuxième match. Victoria remporte les deux matchs joués selon les règles habituelles de la PCHA sur le score de 7-5 et 6-1 alors que Québec remporte le deuxième match 6-3.
| Clt   | Équipe                    | PJ | V  | D  | N | BP  | BC | Pts |
| ----- | ------------------------- | -- | -- | -- | - | --- | -- | --- |
| +001, | Club de hockey Québec     | 20 | 16 | 4  | 0 | 112 | 75 | 32  |
| +002, | Wanderers de Montréal     | 20 | 10 | 10 | 0 | 93  | 90 | 20  |
| +003, | Club de hockey de Toronto | 20 | 9  | 11 | 0 | 86  | 95 | 18  |
| +004, | Canadiens de Montréal     | 20 | 9  | 11 | 0 | 83  | 81 | 18  |
| +005, | Club de hockey d'Ottawa   | 20 | 9  | 11 | 0 | 87  | 81 | 18  |
| +006, | Tecumsehs de Toronto      | 20 | 7  | 13 | 0 | 59  | 98 | 14  |

- Champion de la saison régulière

### 1913-1914

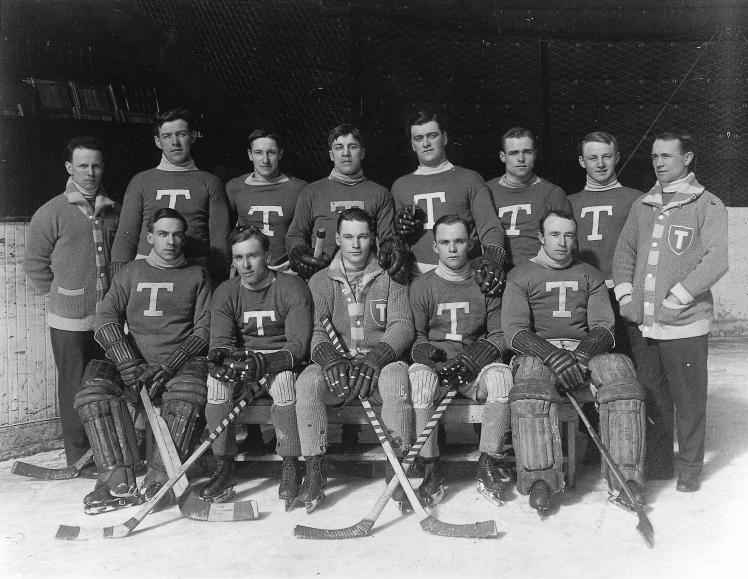
Les Torontos, champions 1914 de la coupe Stanley.

Pour la première fois depuis les débuts de l'ANH, deux équipes finissent à égalité de points avec treize victoires : le Club de hockey de Toronto, les Torontos, et les Canadiens de Montréal. Ainsi, afin de déterminer la meilleure équipe de l'ANH, et donc le vainqueur du Trophée O'Brien, une série de deux rencontres est organisée. Les matchs ont lieu les 7 et 11 mars 1914 et la première rencontre jouée à Montréal tourner à l'avantage de l'équipe domicile 2-0. La deuxième joute a lieu à Toronto et les Torontos prennent leur revanche en s'imposant sur le score de 6-0.
À la fin de la saison 1913-1914 de la PCHA, l'équipe de Victoria, meilleure équipe du circuit de l'Ouest entreprend le voyage jusqu'à Toronto pour jouer contre les champions de l'ANH, mais ayant oublié de faire une demande officielle aux trustees, les joueurs de Victoria ne peuvent pas officiellement prétendre ramener la Coupe Stanley chez eux en cas de victoire. Finalement, les Blueshirts remportent les trois rencontres jouées et l'ANH conserve la Coupe pour encore un an.
| Clt   | Équipe                    | PJ | V  | D  | N | BP  | BC  | Pts |
| ----- | ------------------------- | -- | -- | -- | - | --- | --- | --- |
| +001, | Club de hockey de Toronto | 20 | 13 | 7  | 0 | 96  | 65  | 26  |
| +001, | Canadiens de Montréal     | 20 | 13 | 7  | 0 | 85  | 65  | 26  |
| +003, | Club de hockey Québec     | 20 | 12 | 8  | 0 | 111 | 73  | 24  |
| +004, | Club de hockey d'Ottawa   | 20 | 11 | 9  | 0 | 65  | 71  | 22  |
| +005, | Wanderers de Montréal     | 20 | 7  | 13 | 0 | 102 | 125 | 14  |
| +006, | Ontarios de Toronto       | 20 | 4  | 16 | 0 | 61  | 118 | 8   |

### 1914-1915
Au cours de la saison 1914-1915, le champion de la saison fut décidé par deux rencontres entre les Wanderers et les Sénateurs (le total des buts désignant le vainqueur). Ottawa remporte le championnat et devra donc défendre son titre de détenteur de la Coupe Stanley contre le champion de l'Association de hockey de la Côte du Pacifique : les Millionnaires de Vancouver au cours d'une série de trois matchs. La franchise de Vancouver domina Ottawa et gagna la Coupe.
| Clt   | Équipe                        | PJ | V  | D  | N | BP  | BC | Pts |
| ----- | ----------------------------- | -- | -- | -- | - | --- | -- | --- |
| +001, | Club de hockey d'Ottawa       | 20 | 14 | 6  | 0 | 74  | 65 | 28  |
| +001, | Wanderers de Montréal         | 20 | 14 | 6  | 0 | 127 | 82 | 28  |
| +003, | Club de hockey Québec         | 20 | 11 | 9  | 0 | 85  | 85 | 22  |
| +004, | Club de hockey de Toronto     | 20 | 8  | 12 | 0 | 66  | 84 | 16  |
| +005, | Ontarios-Shamrocks de Toronto | 20 | 7  | 13 | 0 | 76  | 96 | 14  |
| +006, | Canadiens de Montréal         | 20 | 6  | 14 | 0 | 65  | 81 | 12  |

### 1915-1916
| Clt   | Équipe                    | PJ | V  | D  | N | BP  | BC  | Pts |
| ----- | ------------------------- | -- | -- | -- | - | --- | --- | --- |
| +001, | Canadiens de Montréal     | 24 | 16 | 7  | 1 | 104 | 76  | 33  |
| +002, | Club de hockey d'Ottawa   | 24 | 13 | 11 | 0 | 78  | 72  | 26  |
| +003, | Club de hockey Québec     | 24 | 10 | 12 | 2 | 91  | 98  | 22  |
| +004, | Wanderers de Montréal     | 24 | 10 | 14 | 0 | 90  | 116 | 20  |
| +005, | Club de hockey de Toronto | 24 | 9  | 14 | 1 | 97  | 98  | 19  |

- Champion de la saison régulière

### 1916-1917
Le 28 octobre 1916, le président historique de l'ANH, Quinn, décide de démissionner ; il est à la tête de l'ANH depuis 1910 et est remplacé par le Major Frank Robinson. En effet, depuis un mois déjà, une nouvelle équipe a rejoint l'ANH : le 228e bataillon de Toronto qui compte alors de nombreux joueurs enrôlés pour la Première Guerre mondiale. La direction de l'ANH décide de changer le format pour la saison 1916-1917, en mettant en place deux demi-saisons. Les meilleures équipes de chaque partie de saison doivent alors s'affronter pour déterminer l'équipe championne. Il est prévu que le bataillon joue toute la saison 1916-1917, mais l'équipe est envoyée au front le 10 février 1917 et ne dispute finalement que dix rencontres. À la suite de la défection de l'équipe, une réunion est organisée le 11 février 1917 où il est décidé par les quatre équipe de l'Est de terminer la saison sans les Blueshirts de Toronto. Les joueurs de l'équipe, quant à eux, sont répartis dans les équipes restantes.
| Clt   | Équipe                    | PJ | V | D | BP | BC | Pts |
| ----- | ------------------------- | -- | - | - | -- | -- | --- |
| +001, | Canadiens de Montréal     | 10 | 7 | 3 | 58 | 38 | 14  |
| +002, | Club de hockey d'Ottawa   | 10 | 7 | 3 | 56 | 41 | 14  |
| +003, | 228e bataillon de Toronto | 10 | 6 | 4 | 70 | 57 | 12  |
| +004, | Club de hockey de Toronto | 10 | 5 | 5 | 50 | 45 | 10  |
| +005, | Wanderers de Montréal     | 10 | 3 | 7 | 56 | 72 | 6   |
| +006, | Bulldogs de Québec        | 10 | 2 | 8 | 43 | 80 | 4   |

| Clt   | Équipe                  | PJ | V | D | BP | BC | Pts |
| ----- | ----------------------- | -- | - | - | -- | -- | --- |
| +001, | Club de hockey d'Ottawa | 10 | 8 | 2 | 63 | 22 | 16  |
| +002, | Bulldogs de Québec      | 10 | 8 | 2 | 54 | 46 | 16  |
| +003, | Canadiens de Montréal   | 10 | 3 | 7 | 31 | 42 | 6   |
| +004, | Wanderers de Montréal   | 10 | 2 | 8 | 38 | 65 | 4   |

### 1917 — fin de l'ANH
Afin d'exclure les Blueshirts de Toronto d'Edward J. Livingstone de la ligue, les présidents des autres équipes se réunissent à l'Hôtel Windsor le 26 novembre 1917 et décident de dissoudre l'Association et de créer une nouvelle structure sans lui : la Ligue nationale de hockey. Le président des Wanderers, Sam Lichtenhein, déclare alors :

« Nous n'éjectons pas Eddie Livingston. Jamais de la vie. Cela serait inégal et injuste. De plus, cela ne serait pas sportif. Nous le démettons juste et lui souhaitons un futur heureux avec sa franchise de l'Association Nationale. »

## Équipes de l'ANH
- Silver Kings de Cobalt (saison 1910)
- Bulldogs de Québec de 1911 à 1917
- Club de hockey de Haileybury (saison 1910)
- Canadiens de Montréal (saisons 1910 jusqu'à 1916-1917)
- Tecumsehs de Toronto (saison 1912-1913), renommés Ontarios (1913-1914) puis Shamrocks (saison 1914-1915)
- Wanderers de Montréal (de 1909 à 1917)
- Shamrocks de Montréal (saison 1909-1910)
- Sénateurs d'Ottawa (de 1909 à 1917)
- Creamery Kings de Renfrew (de 1909 à 1911) devenus les Blueshirts de Toronto (de 1912 à 1917)
- 228e bataillon de Toronto (saison 1916-1917)

## Champions de l'AHN
Cette liste présente les différents champions des saisons de l'ANH.
- 1910 : Wanderers de Montréal
- 1910-1911 : Club de hockey d'Ottawa
- 1911-1912 : Club de hockey Québec
- 1912-1913 : Club de hockey Québec
- 1913-1914 : Torontos de Toronto
- 1914-1915 : Club de hockey d'Ottawa
- 1915-1916 : Canadiens de Montréal
- 1916-1917 : Canadiens de Montréal